# Dichapetalum rufum
Dichapetalum rufum är en tvåhjärtbladig växtart som beskrevs av Adolf Engler. Dichapetalum rufum ingår i släktet Dichapetalum och familjen Dichapetalaceae. Inga underarter finns listade i Catalogue of Life.